# Atletica leggera ai Giochi della XXII Olimpiade - Staffetta 4×100 metri maschile
La staffetta 4×100 metri ha fatto parte del programma maschile di atletica leggera ai Giochi della XXII Olimpiade. La competizione si è svolta nei giorni 31 luglio-1º agosto 1980 allo Stadio Lenin di Mosca.

## Presenze ed assenze dei campioni in carica
| Competizione      | Atleta      | Prestazione | Mosca 1980        |
| ----------------- | ----------- | ----------- | ----------------- |
| Olimpiadi 1976    | Stati Uniti | 38”33       | USA assenti       |
| Africani 1978     | Ghana       | 39”24       | Ghana assente     |
| Commonwealth 1978 | Scozia      | 39”24       | [ E 3 ]           |
| Europei 1978      | Polonia     | 38”58       | Presente          |
| Asiatici 1978     | Tailandia   | 40”32       | Tailandia assente |
| Panamericani 1979 | Stati Uniti | 38”85       | USA assenti       |

1. ↑  Per il boicottaggio.
2. ↑  Per il boicottaggio.
3. ↑  Ai Giochi olimpici la Scozia non gareggia come nazione a sé stante.
4. ↑  Per il boicottaggio.

## Finale
| Pos | Paese            | Atleti                                                               | Tempo |
| --- | ---------------- | -------------------------------------------------------------------- | ----- |
|     | Unione Sovietica | Vladimir Muravjov Nikolai Sidorov Aleksandr Aksinin Andrej Prokof'ev | 38”26 |
|     | Polonia          | Krzysztof Zwolinski Zenon Licznerski Leszek Dunezki Marian Woronin   | 38”33 |
|     | Francia          | Antoine Richard Pascal Barré Patrick Barré Hermann Panzo             | 38”53 |